# Yves Laszlo
Yves Laszlo, né le 4 avril 1964 à Paris, est un mathématicien français de l'université Paris-Saclay, spécialisé en géométrie algébrique.

## Biographie
Laszlo obtient son doctorat en mathématiques en 1988 de l'université Paris-Sud, sous la direction d'Arnaud Beauville,. En 2011, il crée la Fondation mathématique Jacques-Hadamard, qu'il dirige jusqu'en 2012.
En collaboration avec Arnaud Beauville, il publie en 1995 le théorème de Beauville–Laszlo.
Entre 2012 et 2019, Yves Laszlo est le directeur adjoint en sciences de l'École normale supérieure.
De novembre 2019 à septembre 2021, il est Directeur de l'Enseignement et de la Recherche de l'École polytechnique.

## Livre
- Introduction à la théorie de Galois, Montreuil, Les Éditions de l'École polytechnique, avec David Hernandez, 2012, 226 p.  (ISBN 978-2-7302-1593-0)